# František Kubač
František Kubač (3. prosince 1887 Sereď – 15. června 1958 Bratislava) byl československý meziválečný i poválečný politik Komunistické strany Československa, poslanec Národního shromáždění a poslanec a předseda Slovenské národní rady.

## Biografie
Ve Vídni se vyučil obuvníkem. Pracoval jako zemědělský a stavební dělník a obuvník v Seredi. Od svých osmnácti let byl aktivní v dělnickém hnutí a v roce 1905 vstoupil do sociálně demokratické strany v Uhersku.
V parlamentních volbách v roce 1929 získal za KSČ poslanecké křeslo v Národním shromáždění. Podle údajů k roku 1930 byl profesí zemědělským tajemníkem v Seredi nad Váhem. Ve 30. letech 20. století už patřil mezi hlavní funkcionáře KSČ na Slovensku. V parlamentních volbách v roce 1935 získal senátorské křeslo v Národním shromáždění. V senátu setrval jen do roku 1936, kdy byl zbaven mandátu, kvůli odsouzení do žaláře, a místo něj nastoupil jako náhradník Michal Králka. Po zbavení mandátu byl vězněn.
Za druhé světové války působil v komunistickém odboji. Za slovenského národního povstání zasedal v povstaleckém Sboru pověřenců. V 1. Sboru pověřenců a 2. Sboru pověřenců byl pověřencem pro sociální péči (v 1. Sboru pověřenců společně s Fedorem Thurzem). V březnu 1945 se mu podařilo proniknout přes frontovou linii do Košic, odkud byl posléze vyslán komunistickou stranou na západ Slovenska s cílem organizovat zakládání národních výborů. Po roce 1945 zastával funkci předsedy ONV.
Do československého parlamentu se vrátil krátce po válce, kdy byl v letech 1945–1946 poslancem Prozatímního Národního shromáždění za komunisty. Na základě výsledků parlamentních voleb roku 1946 byl zvolen do Slovenské národní rady. Mandát nabyl až dodatečně, slib složil v listopadu 1946. Opětovně byl do SNR zvolen ve volbách roku 1948 a volbách roku 1954.
V období let 1950–1958 byl i předsedou Slovenské národní rady, předtím v letech 1948–1950 jejím místopředsedou. Éra jeho předsednictví je příznačná nízkou aktivitou SNR, malou frekvencí jejích zasedání a podružnou agendou, kterou se zabývala. Historik Jan Rychlík v tom spatřuje obavy Kubače, aby nebyl v době vrcholících politických procesů obviněn z buržoazního nacionalismu. Když se v roce 1956 začalo v souvislosti s odhalením kultu osobnosti Stalina v KSČ dočasně uvažovat o novém vymezení pravomocí slovenských orgánů, vyjadřoval se k možným změnám velmi opatrně. Nakonec došlo k mírné korekci pravomocí, kdy Sbor pověřenců nejmenovala centrální vláda, ale SNR. SNR vzala změny za předsednictví Kubače na vědomí bez rozpravy.
V roce 1957 mu byl udělen Řád Klementa Gottwalda. Zemřel po dlouhé a těžké nemoci v červnu 1958.